# Johann Adam Kulmus

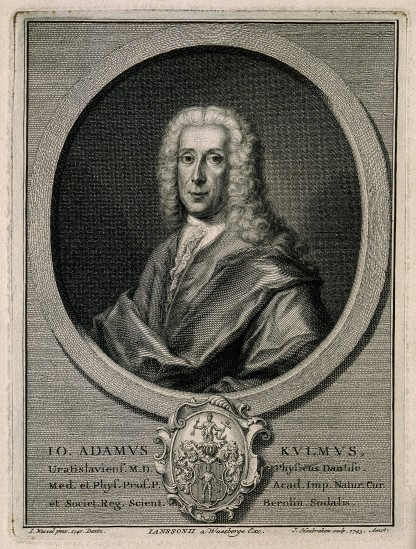
Johann Adam Kulmus

Johann Adam Kulmus (* 23. März 1689 in Breslau; † 30. Mai 1745 in Danzig) war ein deutscher Anatom.

## Leben
Kulmus war Schüler von Herman Boerhaave und von Bernhard Friedrich Albinus in Leiden. Nach einer Studienreise durch Holland war er als Arzt in Danzig tätig und Professor für Medizin und Physik am Akademischen Gymnasium Danzig.
Seine Nichte Luise Adelgunde Kulmus (1713–1762) heiratete 1735 Johann Christoph Gottsched.
Die unter dem Titel Ontleedkundige Tafelen  von Gerardus Dicten besorgte niederländische Ausgabe der „Anatomischen Tabellen“ war das erste westliche Fachbuch für Medizin, das  von Sugita Genpaku, Maeno Ryotaku und anderen vollständig ins Japanische übertragen und 1774 als Kaitai Shinsho („Neues Buch der Anatomie“) publiziert wurde.

## Ehrungen
Kulmus war Mitglied der Königlich-Preußischen Akademie der Wissenschaften.
Am 11. September 1721 wurde er mit dem akademischen Beinamen Philumenus II. (Matrikel-Nr. 356) in die Deutsche Akademie der Naturforscher Leopoldina gewählt, zusammen mit seinem Bruder Johann Georg Kulmus.

## Schriften
- Anatomische Tabellen, nebst dazu gehoerigen Anmerckungen und Kupffern … welche den Anfaengern der Anatomie zu bequemer Anleitung in dieser andern Aufflage verfasset hat Johann Adam Kulmus … Dantzig zu finden bey Cornelius von Beughem; gedruckt von Thomas Johann Schreiber … 1725 (Digitalisat).
- Tabulae anatomicae: in quibus corporis humani omniumque ejus partium structura & usus brevissimè explicantur: accesserunt majoris perspicuitatis causa, annotationes et tabulae aeneae. Amstelaedami: Apud Janssonio-Waesbergios, 1732 (Digitalisat).
- Anatomische Tabellen: nebst dazu gehörigen Anmerkungen und Kupfern; daraus des ganzen menschlichen Körpers Beschaffenheit und Nutzen deutlich zu ersehen: welche den Anfängern der Anatomie zu bequemerer Anleitung. Vierte vermehrte und verbesserte Auflage. Fritsch, Leipzig 1741. 7. Auflage: Lotter, Augsburg 1764 (Digitalisat).